# Diocesi di De Aar
La diocesi di De Aar (in latino Dioecesis De Aarensis) è una sede della Chiesa cattolica in Sudafrica suffraganea dell'arcidiocesi di Città del Capo. Nel 2023 contava 6.109 battezzati su 208.000 abitanti. È retta dal vescovo Adam Leszek Musialek, S.C.I.

## Territorio
La diocesi comprende le seguenti unità amministrative del Sudafrica: Britstown, Colesberg, De Aar, Hanover, Hopetown, Middleburg, Noupoort, Philipstown, Richmond, Graaff-Reinet, Aberdeen e Murraysburg.
Sede vescovile è la città di De Aar, dove si trova la cattedrale di Nostra Signora Assunta.
Il territorio è suddiviso in 18 parrocchie.

## Storia
La prefettura apostolica di De Aar fu eretta il 24 marzo 1953 con la bolla Nos quibus di papa Pio XII, ricavandone il territorio dalla diocesi di Aliwal.
Il 13 aprile 1967 la prefettura apostolica è stata elevata a diocesi con la bolla Munus Nostrum di papa Paolo VI.

## Cronotassi dei vescovi
Si omettono i periodi di sede vacante non superiori ai 2 anni o non storicamente accertati.
- Louis Dettmer, S.C.I. † (24 marzo 1953 - 13 aprile 1967 dimesso)
- Joseph Anthony De Palma, S.C.I. † (13 aprile 1967 - 18 novembre 1987 ritirato)
  - Sede vacante (1987-1992)[1]
- Joseph James Potocnak, S.C.I (23 gennaio 1992 - 17 luglio 2009 ritirato)
- Adam Leszek Musialek, S.C.I., dal 17 luglio 2009

## Statistiche
La diocesi nel 2023 su una popolazione di 208.000 persone contava 6.109 battezzati, corrispondenti al 2,9% del totale.
| anno | popolazione | popolazione | popolazione | presbiteri | presbiteri | presbiteri | presbiteri                | diaconi | religiosi | religiosi | parrocchie |
| anno | battezzati  | totale      | %           | numero     | secolari   | regolari   | battezzati per presbitero | diaconi | uomini    | donne     | parrocchie |
| ---- | ----------- | ----------- | ----------- | ---------- | ---------- | ---------- | ------------------------- | ------- | --------- | --------- | ---------- |
| 1970 | 7.039       | 137.193     | 5,1         | 13         | 2          | 11         | 541                       |         | 12        | 17        | 9          |
| 1980 | 4.156       | 148.000     | 2,8         | 9          | 3          | 6          | 461                       |         | 7         | 4         | 2          |
| 1990 | 4.471       | 194.000     | 2,3         | 9          | 4          | 5          | 496                       |         | 6         | 4         | 7          |
| 1999 | 4.957       | 187.957     | 2,6         | 10         | 6          | 4          | 495                       |         | 4         | 5         | 9          |
| 2000 | 5.020       | 190.000     | 2,6         | 7          | 3          | 4          | 717                       |         | 4         | 3         | 9          |
| 2001 | 5.050       | 190.000     | 2,7         | 9          | 4          | 5          | 561                       |         | 5         | 3         | 7          |
| 2002 | 5.600       | 164.000     | 3,4         | 8          | 4          | 4          | 700                       |         | 4         | 5         | 7          |
| 2003 | 5.700       | 164.000     | 3,5         | 8          | 4          | 4          | 712                       |         | 4         | 5         | 7          |
| 2004 | 5.620       | 164.000     | 3,4         | 10         | 6          | 4          | 562                       |         | 4         | 6         | 7          |
| 2006 | 5.782       | 166.000     | 3,5         | 8          | 4          | 4          | 722                       |         | 4         | 5         | 8          |
| 2013 | 5.895       | 171.800     | 3,4         | 9          | 4          | 5          | 655                       | 1       | 5         | 3         | 17         |
| 2016 | 5.930       | 184.000     | 3,2         | 8          | 8          |            | 741                       | 1       |           | 3         | 16         |
| 2019 | 6.063       | 195.000     | 3,1         | 6          | 5          | 1          | 1.010                     | 1       | 1         | 3         | 14         |
| 2021 | 6.089       | 207.089     | 2,9         | 7          | 6          | 1          | 869                       | 1       | 1         | 3         | 18         |
| 2023 | 6.109       | 208.000     | 2,9         | 6          | 5          | 1          | 1.018                     | 1       | 1         | 3         | 18         |